# Sceptrum
Sceptrum (53 Eridani) is een ster in het sterrenbeeld Eridanus (Rivier Eridanus).